# Narkosebox
Eine Narkosebox ist ein aus Glas oder durchsichtigem Kunststoff gefertigter Kasten, der zur Durchführung von Narkosen mit einem Inhalationsanästhetikum eingesetzt wird. Sie besitzt eine Einlassöffnung, an der der Schlauf des Narkosegerätes angeschlossen wird, manchmal noch eine Auslassöffnung. Die Narkosebox wird vor allem zur Narkose von Heim- und Versuchstieren, Reptilien und Amphibien eingesetzt. Nach Ausführung unterscheidet man den allseitig geschlossenen Narkosekasten von der Narkoseglocke, die über das Tier gestülpt wird. Die Ersteinführung erfolgte durch Hinz, der sie als Narkosezelle 1932 für Katzen konstruierte, damals noch für Äthernarkosen. Die Narkosebox kann bei zyanotischen Tieren auch zur Sauerstoffgabe eingesetzt werden.